# Gavere
Gavere là một đô thị ở tỉnh Oost-Vlaanderen. Đô thị này bao gồm các thị xã Asper, Baaigem, Dikkelvenne, Gavere, Semmerzake và Vurste. Tại thời điểm ngày 1 tháng 1 năm  2006 Gavere có tổng dân số 12.004 người. Tổng diện tích là 31,35 km² với mật độ dân số là 383 người trên mỗi km².